# Casual Day
Casual Day es una película de 2007 dirigida por Max Lemcke.

## Argumento
José Antonio (Juan Diego) y Ruy (Javier Ríos) son los protagonistas. El primero sólo vive para trabajar y es el futuro suegro del segundo, novio de Inés (Marta Etura), además de jefe de la empresa en la que acaba de enchufar a Ruy.

## Comentarios
Casual Day es una práctica empresarial importada de EE. UU con la que las compañías aprovechan para llevar de viaje a sus empleados, normalmente al campo, y así fomentar las relaciones personales entre compañeros, reducir su estrés y, de paso, mejorar el rendimiento en el trabajo.
Está rodada entre Madrid y Amasa (Guipúzcoa).

## Premios
Medallas del Círculo de Escritores Cinematográficos de 2008
| Categoría               | Persona              | Resultado |
| ----------------------- | -------------------- | --------- |
| Mejor película          | Mejor película       | Ganadora  |
| Mejor director          | Max Lemcke           | Ganador   |
| Mejor actor             | Juan Diego           | Ganador   |
| Mejor actriz secundaria | Estíbaliz Gabilondo  | Nominada  |
| Mejor actor secundario  | Luis Tosar           | Nominado  |
| Mejor guion original    | Daniel y Pablo Remón | Ganadores |
| Premio revelación       | Max Lemcke           | Nominado  |

## Reparto
| Intérprete           | Personaje              |
| -------------------- | ---------------------- |
| Juan Diego           | José Antonio           |
| Luis Tosar           | Cholo                  |
| Javier Ríos          | Ruy                    |
| Estíbaliz Gabilondo  | Marta                  |
| Alberto San Juan     | Psicólogo              |
| Arturo Valls         | Morales                |
| Álex Angulo          | Arozamena              |
| Carlos Kaniowsky     | Velasco                |
| Secun de la Rosa     | Almárcegui             |
| Mikel Losada         | Sevilla                |
| Malena Alterio       | Bea                    |
| Marta Etura          | Inés                   |
| Sol Magunagoikoetxea | Recepcionista          |
| Anukka Etxeberría    | Ayudante Psicólogo     |
| Kike Biguri          | Ejecutivo 1            |
| José Ignacio Coloma  | Ejecutivo 2            |
| Antonio Rupérez      | Jefe 1                 |
| Jorge Carrero        | Jefe 2                 |
| Gaizka Arcelus       | Roberto                |
| Asun Pineda Gabarain | Doña Paquita           |
| Héctor Leal          | Recepcionista Nocturno |
| Haritz Elizegi       | Pasajero               |
| Javi Cañón           |                        |
| Fernando             | Conductor Bus          |
| Javi Alaiza          |                        |